# Buják
Cet article possède un paronyme, voir Bujak.
Buják est un village et une commune du comitat de Nógrád en Hongrie.